# Pteléa (ort i Grekland, Västra Grekland)
Pteléa är en ort i Grekland.   Den ligger i prefekturen Nomós Aitolías kai Akarnanías och regionen Västra Grekland, i den centrala delen av landet, 240 km nordväst om huvudstaden Aten. Pteléa ligger 494 meter över havet och antalet invånare är 276.
Terrängen runt Pteléa är kuperad åt sydväst, men åt nordost är den bergig. Runt Pteléa är det ganska glesbefolkat, med 31 invånare per kvadratkilometer. Närmaste större samhälle är Amfilochía, 17,1 km söder om Pteléa. I omgivningarna runt Pteléa växer i huvudsak blandskog.